# Georg Pommer (Maler)

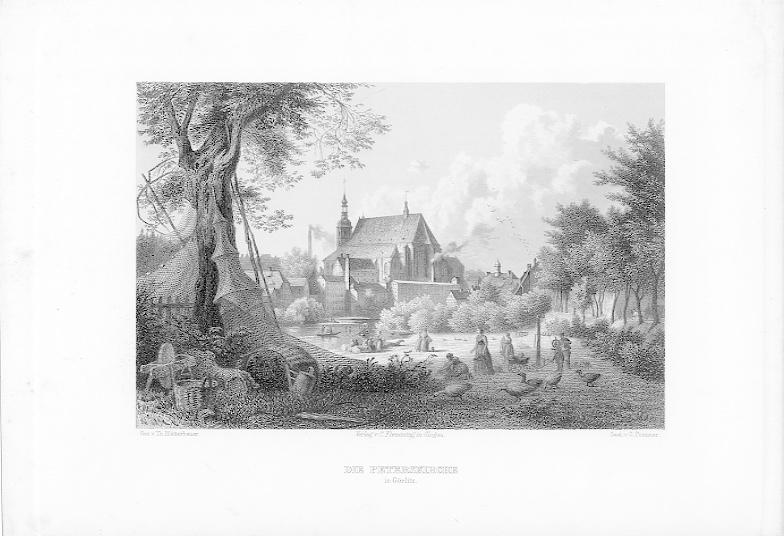
Die Peterskirche in Görlitz. Nach einer Zeichnung von Theodor Blätterbauer

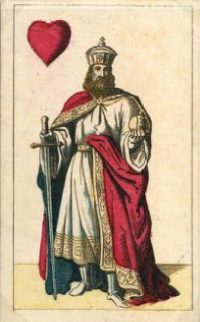
Spielkarte aus der Mitte des 19. Jahrhunderts

Joseph Georg Pommer (* 1815 in Nürnberg; † 1873 ebenda) war ein deutscher Maler, Kupfer- und Stahlstecher.

## Leben
Pommer war ursprünglich als Maler tätig. Er kam 1840 nach Stuttgart um sich von seinem Freund Jakob Fleischmann in der Kunst des Stahlstechens ausbilden zu lassen. Seit 1843 schuf er selbständig Kupfer- und Stahlstiche, darunter das „Letzte Abendmahl“ nach Peter Paul Rubens oder die „Verkündung Mariens“ nach Bartolomé Esteban Murillo. Er fertigte Stiche des Heiligen Franziskus oder andere Bildnisse unter anderem für Gebetbücher. Er arbeitete zeitweise auch in München. Unter anderem schuf er dort Stiche nach der Vorlage Badende Kinder im Wald von A. Müller und nach der Justitia (Nemesis) von Alfred Rethel. Er war als Zeichenlehrer an der Gewerbeschule in Nürnberg tätig.